# 海豹號核潛艇

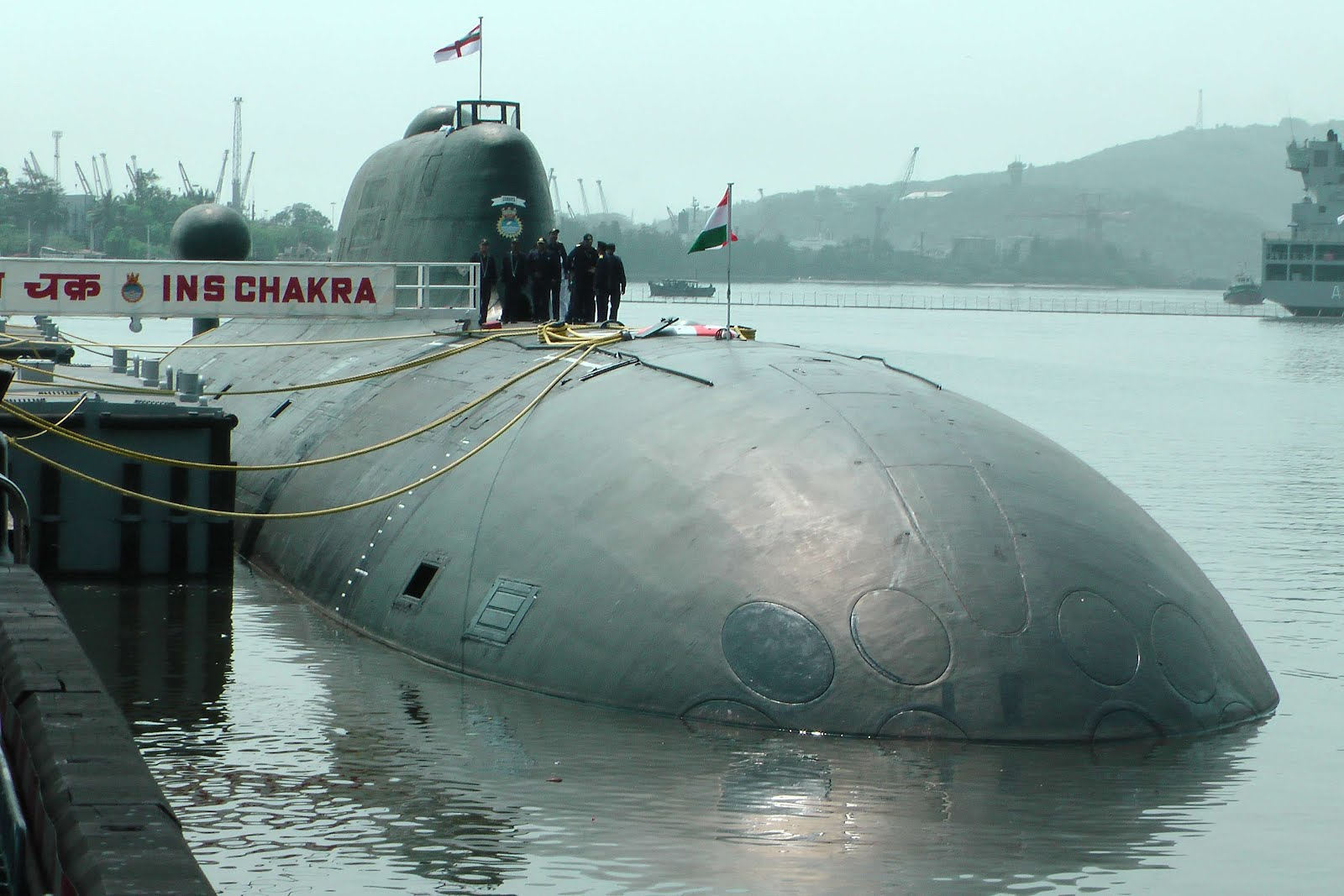

海豹號為一艘俄羅斯海軍阿庫拉級核潛艇，型號為阿庫拉III型，舷號為K-152。

## 历史
海豹號早於1993年已經開始動工，但期後因為缺乏資金的緣故，建造工程一直停工。

### 印度租用
直到2003年，俄羅斯與印度簽訂協議，印度將以10億美元租用海豹號十年，俄羅斯才有資金完成海豹號的建造。獲得印度的資金後，海豹號原定於2007年完工，但最終到了2008年才完成。竣工啟航後不久即發生嚴重意外，2008年11月8日，海豹號駛到日本海時發生氣體洩漏事故，造成20死21人受傷。
2012年，俄羅斯履行合約，將海豹號租借予印度，於4月4日在孟加拉灣的維沙卡帕特南舉行交接儀式，海豹號隨即易名為查克拉2號，並收編到印度海軍，这是印度操作过的第二艘核潜艇（第一艘为1987－1991年租借查理I級670型核潛艇，編號K-43，印度命名查克拉I号）。
2019年完成換約再延長3年。
2020年春天发生高压气罐爆炸，爆炸导致潜艇的两层壳体遭到破坏。2021年6月印度提前歸還俄羅斯。2023年11月俄罗斯海军总部提议退役并拆解回收。